# Abyssoberyx levisquamosus
Abyssoberyx levisquamosus (лат.) — вид лучепёрых рыб, единственный представитель рода Abyssoberyx из семейства стефанобериксовых.

## Ареал
Распространены в северо-восточной части Атлантического океана на глубине 4490—4640 м.

## Описание
Тело покрыто циклоидной чешуёй. В спинном плавнике 1—2 колючих луча.
Жаберных тычинок 5-7+17-20. Максимальная длина тела 16,8 см.